# Matuz József Jenő
Matuz József Jenő (Josef Eugen) (Budapest, 1925. október 27. – Freiburg im Breisgau, 1992. december 20.) magyar származású német történész, orientalista, török tudós, iszlámtudós és oszmánista volt.

## Életpályája

### Családja
Szülei: Wagner József építész és Kovács Etelka voltak. Később Ladislaus Matuz örökbe fogadta. Matuz a protestáns református felekezethez tartozott, és 1949-ben vette feleségül Csákóy Klárát.

### Tanulás és karrier
A budapesti, frankfurti, freiburgi és strasbourgi egyetemeken tanult és tanított a turkológia, perzsa tanulmányok, arabisztika, mongolisztika, hungarológia, történelem és filozófia területén.
1948–1951 között a Magyar Honvédelmi Minisztérium gyakornoka volt. 1951–1953 között a budapesti Hadtörténeti Levéltár tudományos segédmunkatársa volt. 1953–1956 között a Tudományos Ismeretterjesztő Társulatnál dolgozott. Középiskolai tanári diplomáját 1954-ben szerezte történelem szakon az Eötvös Loránd Tudományegyetemen.
Amikor a magyar nemzeti felkelést 1956-ban a szovjet hadsereg véresen leverte, az NSZK-ba menekült. 1957–1961 között társadalompedagógusként dolgozott Darmstadtban, Düsseldorfban és Kölnben. 1961-ben Münchenben bölcselettudományi doktor lett. 1962–1963 között, valamint 1964–1968 között a freiburgi Albert-Ludwig Egyetem Keleti Szemináriumának lektora volt.1963–1964 között a párizs-strasbourgi a Francia Nemzeti Tudományos Kutatási Központ lektora volt. 1966-ban Strasbourgban a keleti tudományok doktora lett. 1968–1970 között a Német Kutatási Alapítványtól habilitációs ösztöndíjat kapott. 1970–1973 között a freiburgi Egyetem magántanára, 1973–1975 között docense, 1975–1978 között rendkívüli tanára, 1979–1991 között professzora volt. 1972-ben oszmán tanulmányokból és turkológiából habilitált. 1975–1976 között a Német Keleti Társaság Keleti Intézetének előadója volt Bejrútban.

### Munkássága
Sok időt töltött kutatással és tanítással, főként a középkori és modern keleti tanulmányok, az oszmán tanulmányok és a turkológia területén. Hosszabb keleti tartózkodása során Törökországban, Libanonban, Szíriában és Egyiptomban régi kéziratokat és dokumentumokat fedezett fel az iszlám népek és az oszmánok történetéről, amelyeket több tudományos írásában, például a Herrscherurkunden des Osmanensultans Süleymāns des Prächtigen (1971) című művében ismertetett és elemzett.

## Kitüntetése
1973-ban megkapta a török államminisztérium kitüntető oklevelét.

## Publikációk (válogatás)
- Eine Beschreibung des Khanats der Krim aus dem Jahre 1669. In: Acta Orientalia. Band 28, Nr. 1/2, 1964, ISSN 0001-6438 S. 129–151.
- Notes relatives à l’édition de la chronique de Seyfi Tchelebi. In: Bulletin de la Faculté des Lettres de Strasbourg. Jg. 45, 1966, ISSN 0151-1971 S. 379–385.
- L’ouvrage de Seyfī Çelebī. Historien ottoman du XVIe siècle (Párizs, 1968)
- Über die Epistolographie und Inšā'-Literatur der Osmanen. In: Zeitschrift der Deutschen Morgenländischen Gesellschaft. Supplementa I. Teil 2, 1969, S. 574–594.
- Herrscherurkunden des Osmanensultans Süleymāns des Prächtigen. Ein chronologisches Verzeichnis. Schwarz, Freiburg 1971.
- Das Kanzleiwesen Sultan Süleymāns des Prächtigen. Steiner, Wiesbaden 1974 ISBN 3-515-01832-8
- Der Verzicht Süleymāns des Prächtigen auf die Annexion Ungarns. In: Ungarn-Jahrbuch. Zeitschrift für die Kunde Ungarns und verwandte Gebiete. Band 6, 1974 ISSN 0082-755X S. 38–46.
- Der Ausdruck gazdag pasa »reicher Pascha« in einem angeblichen Petőfi-Gedicht. In: Ural-Altaische Jahrbücher. Band 47, 1975 ISSN 0042-0786 S. 140–144.
- Die Pfortendolmetscher zur Herrschaftszeit Süleymāns des Prächtigen. In: Südost-Forschungen. Band 34, 1975 ISSN 0081-9077 S. 26–60.
- Krimtatarische Urkunden im Reichsarchiv zu Kopenhagen. Mit historisch-diplomatischen und sprachlichen Untersuchungen. Schwarz & Matuz, Freiburg 1976 ISBN 3-87997-049-1
- Osmanistische Archivreisen im Irak und in Syrien. In: Zeitschrift der Deutschen Morgenländischen Gesellschaft. Wissenschaftliche Nachrichten. Band 129, 1979 ISSN 0341-0137 S. 1–7.
- Vom Übertritt osmanischer Soldaten zu den Safawiden. In: Ulrich Haarmann, Peter Bachmann (Hrsg.): Die Islamische Welt zwischen Mittelalter und Neuzeit. Steiner, Beirut, Wiesbaden 1979 ISBN 3-515-01845-X S. 402–415.
- Ein »unkanzleimäßiger« Ferman Sultan Süleymāns des Prächtigen. In: Acta Orientalia Academiae Scientiarum Hungaricae. Band 38, Nr. 1–2, 1984 ISSN 0001-6446 S. 105–113.
- Das Osmanische Reich. Grundlinien seiner Geschichte. Darmstadt 1985 ISBN 3-534-05845-3
- Warum es in der ottomanischen Türkei keine Industrieentwicklung gab. In: Südosteuropa-Mitteilungen. Vierteljahresschrift der Südosteuropa-Gesellschaft. Jg. 25, Nr. 3, 1985 ISSN 0340-174X S. 43–46.
- Die Steuerkonskription des Sandschaks Stuhlweißenburg aus den Jahren 1563 bis 1565. aku & Schwarz, Bamberg, Berlin 1985 ISBN 3-925445-09-9
- Eine ungewöhnliche osmanische Großwesirs-Titulatur. In: Wiener Zeitschrift für die Kunde des Morgenlandes. Band 77, 1987 ISSN 0084-0076 S. 87–103.
- Wesir Abdurrahman Abdi Pascha, der letzte Ofner Beglerbeg (Versuch einer Vita). In: Acta Historica Academiae Scientiarum Hungaricae. Band 33, Nr. 2–4, 1987, ISSN 0001-5849 S. 341–350.
- Les relations étrangères du Khanat de Crimée (XVe–XVIIIe siècles). In: Revue d’histoire diplomatique. Jg. 102, 1988 ISSN 0035-2365 S. 233–249.
- Aufstieg und Niedergang der osmanischen Militärmacht. In: Militärgeschichtliche Mitteilungen. Band 46, Nr. 2, 1989 ISSN 0026-3826 S. 21–33.
- Zur Bewährungsbelohnung im Osmanischen Reich Mitte des 16. Jh. In: Wiener Zeitschrift für die Kunde des Morgenlandes. Band 82, 1992 ISSN 0084-0076 S. 289–295.
- Transmission of Directives from the Center to the Periphery in the Ottoman State from the Beginning until the Seventeenth Century. In: Caesar E. Farah (Hrsg.): Decision Making And Change In The Ottoman Empire. Kirksville 1993 ISBN 0-943549-15-9 S. 19–27.

## Fordítás
- Ez a szócikk részben vagy egészben  a   Josef Matuz című német Wikipédia-szócikk ezen változatának fordításán alapul.  Az eredeti cikk szerkesztőit annak laptörténete sorolja fel. Ez a jelzés csupán a megfogalmazás eredetét és a szerzői jogokat jelzi, nem szolgál a cikkben szereplő információk forrásmegjelöléseként.